# MythBusters
MythBusters (Os Caçadores de Mitos, no Brasil e em Portugal) é um programa de televisão criado e produzido pela Beyond Television Productions para o Discovery Channel. Os apresentadores do programa, os especialistas em efeitos especiais Adam Savage e Jamie Hyneman, usam elementos do método científico para testar a validade de rumores, mitos urbanos, cenas de filmes, provérbios, vídeos da internet e histórias novas.
As filmagens são baseadas na cidade de São Francisco, Califórnia, apesar de alguns elementos da produção serem feitos em Artarmon, Austrália. O planejamento e algumas das experimentações ocorrem na oficina de Hyneman na cidade de São Francisco; os experimentos que exigem mais espaço ou acomodações especiais são filmados em locações, tipicamente na área da baía de São Francisco e em outros locais do Norte da Califórnia, porém se for necessário, o programa irá além, como a Flórida para experimentos com aligatores e a África para mitos sobre tubarões e elefantes.
Durante a segunda temporada, membros da equipe de Savage e Hyneman foram organizados em uma segunda equipe e agora geralmente testam mitos de forma separada da dupla principal e operam em outra oficina. Este arranjo continuou até agosto de 2014, quando foi anunciado por Adam Savage e Jamie Hyneman no final do episódio "Plane Boarding" que Tory Belleci, Kari Byron, e Grant Imahara estão deixando o show, deixando apenas Hyneman e Savage como apresentadores e assim levando o show de volta às suas origens. O último episódio foi lançado em 31 de março de 2016.

## História
O conceito da série foi criado para o Discovery Channel como Tall Tales or True pelo roteirista e produtor australiano Peter Rees da Beyond Productions em 2002. A Discovery inicialmente rejeitou a proposta porque eles tinham acabado de encomendar uma série sobre o mesmo tópico. Rees refinou o projeto para se focar mais no teste de elementos chaves da história ao invés de simplesmente recontá-las. A Discovery concordou em produzir três episódios pilotos da série. Jamie Hyneman foi um dos vários artistas de efeitos especiais que receberam um pedido da produtora para produzir um vídeo de seleção para a consideração da emissora. Rees já o havia entrevisto antes para um segmento da série Beyond 2000, sobre uma série de combates de robôs chamada Robot Wars. Adam Savage, que trabalhou com Hyneman em comerciais e na série BattleBots, foi convidado por Hyneman para ajudá-lo a co-apresentar a série porque, de acordo com Savage, Hyneman se achava muito desinteressante para apresentar o programa sozinho. No dia 6 de dezembro de 2011 um experimento com uma bala de canhão dá errado,a bala atinge a parede de uma casa, bateu na porta de outra residência e quebrou a janela de um veículo cujo motorista havia recém estacionado no bairro residencial de Dublin, ninguém ficou ferido.

## Ressurgimento e spin-off num reality-show
Em 31 de março de 2016, foi anunciado que a Discovery Science está desenvolvendo um game show para procurar novos apresentadores para um renascimento planejado dos Mythbusters.  É atualmente desconhecido se o elenco original vai participar.

## Elenco
Savage e Hyneman são os MythBusters originais, e inicialmente testavam todos os mitos da série usando suas experiências combinadas de efeitos especiais. Os dois trabalham na oficina de efeitos de Hyneman, a M5 Industries; eles fazem uso seu pessoal, que frequentemente trabalham fora de cena, com Hyneman e Savege geralmente sendo mostrados fazendo quase todo o trabalho na oficina. O programa é narrado por Robert Lee.
Enquanto a série progredia, membros da equipe de Hyneman foram introduzidos e começaram a aparecer regularmente em episódios. Três desses membros, a artista Kari Byron, o construtor Tory Belleci e a metalúrgica Scottie Chapman, foram organizados como uma segunda equipe de MythBusters durante a segunda temporada. Depois de Chapman ter saído do programa durante a terceira temporada, Grant Imahara, um colega de Hyneman, foi contratado para fornecer a equipe suas experiências em elétrica e robótica. Byron entrou em licença maternidade no meio de 2009, com sua posição na equipe sendo assumida temporariamente por Jessi Combs. Byron retornou no segundo episódio da oitava temporada. A segunda equipe agora trabalha em sua própria oficina, chamada de M7, investigando mitos separadamente da dupla original. Cada episódio agora normalmente alterna entre as duas equipes cobrindo mitos diferentes, apesar de algumas vezes as duas equipes trabalharem juntas. Esse arranjo continuou até 2014 quando foi anunciada a saída de Tory, Grant e Kari do show.
A série teve duas estagiárias: a vencedora de um concurso do Discovery Channel, Christine Chamberlain, e a vencedora de um concurso entre os fãs, Jess Nelson. Durante a primeira e a segunda temporada, o programa possuía segmentos com a folclorista Heather Joseph-Witham, que explicava a origem de certos mitos, e outras pessoas que tinham experiências com os mitos sendo testados, porém esses elementos foram retirados cedo durante a série. Os MythBusters ainda consultam especialistas sobre mitos e tópicos que requeiram assistência - um exemplo famoso foi a consulta com a especialista em lesmas Drª Carla Monezi Lellis, a tentativa era saber quem demorava mais para percorrer 1 km de distância: uma lesma ou um bicho preguiça. A consultora disse: “Uai sô, depende do trânsito!”. O Discovery anunciou que "Mythbusters" será encerrado no fim de 2016. A última temporada da atração apresentada pela dupla Adam Savage e Jamie Hyneman terá início em 9 de janeiro do ano que vem, nos EUA.03. Na TV Cultura o programa é comandado por Luiz Thunderbird.

## Formato
"'Não importa quão fantástico um mito seja, há sempre um pouco de verdade nele. E sempre estamos meio errados sobre o que vai ocorrer no programa'"

Cada episódio de MythBusters tipicamente se foca em duas ou mais lendas urbanas, rumores de internet e outros mitos. A lista de mitos testados na série é compilada a partir de muitas fontes, incluindo as experiências pessoais do elenco e da equipe, como também sugestões dos fãs, como aquelas colocadas no fórum dos MythBusters no site da Discovery Channel. Ocasionalmente, alguns episódios são produzidos em que alguns ou todos os mitos são relacionados a um único tema como piratas, tubarões, super-heróis ou James Bond, e ocasionalmente eles são chamados de "Especiais Temáticos". Quatro mitos já precisaram de um planejamento e testes tão extensos que episódios inteiros foram dedicados exclusivamente para eles, e quatro especiais tiveram duas horas de duração. Vários episódios (incluindo o Especial de Natal de 2006) incluíram a construção de uma máquina de Rube Goldberg. Antes de um mito ser introduzido pelos apresentadores, um desenho relacionado a ele e é feito em um diagrama. Depois do mito ter sido introduzido, um vídeo cômico explicando o mito é mostrado.

### Abordagem experimental
Os MythBusters tipicamente testam mitos em um processo de dois passos. Nos primeiros episódios, os passos foram descritos como "replicar as circunstâncias, depois duplicar os resultados" por Savage. Isso significa que primeiro a equipe tenta recriar as circunstâncias como o mito alega, para determinar se os resultados alegados ocorrem; se falhar, eles tentam expandir as circunstâncias para descobrir o que causará o resultado descrito. Ocasionalmente a equipe (geralmente Savage e Hyneman) irão realizar uma competição amistosa para ver quem consegue criar uma solução mais bem sucedida para recriar os resultados. Isso é mais comum com mitos envolvendo a construção de objetos para atingir um objetivo.
Apesar de não haver nenhuma fórmula específica que a equipe obedece sobre os termos do procedimento físico, a maioria dos mitos envolve a construção de vários objetos para ajudar a testar o mito. Eles utilizam suas oficinas para criar qualquer coisa que seja necessária, geralmente incluindo aparelhos mecânicos e cenários para simular as circunstâncias do mito. As ações humanas são frequentemente simuladas através de meios mecânicos para aumentar a segurança, e conseguir consistência em ações repetitivas. Os métodos para testar os mitos são geralmente planejados e executados de maneira a produzir resultados visualmente dramáticos, que geralmente envolve explosões, fogo e/ou acidentes automobilísticos. Assim, mitos ou testes envolvendo explosões, armas e colisões são comuns.
Testes às vezes ficam confinados a oficina, porém frequentemente exige que a equipe vá para fora. Muitos dos testes a céu aberto durante as primeiras temporadas ocorreram no estacionamento da M5. Um contêiner de carga no estacionamento comumente servia como sala de isolamento para mitos perigosos, com o experimento sendo acionado a partir do lado de fora. Entretanto, aumentos no orçamento permitiram viagens mais frequentes para outras locações em San Francisco e na Área da Baía. Locações comuns de filmagens na Área da Baía incluem instalações militares desativadas (como na Base Aérea de Alameda, o Aeródromo Federal de Moffett Field, a Estação de Armas Navais de Concord, o Estaleiro Naval de San Francisco e a Base Aérea de Hamilton), e os campos de tiro e explosão do Condado de Alameda. Ocasionalmente, principalmente para especiais, a produção irá para outro estado ou até outro país.
Os resultados são medidos de maneira cientificamente apropriada para cada experimento. Algumas vezes os resultados podem ser medidos apenas por medições numéricas usando ferramentas padrões, como um multímetro para medições elétricas ou vários tipos de termômetros para medir temperatura. Para avaliar resultados que não produzem quantidades numéricas, as equipes comumente fazem uso de vários tipos de equipamentos que podem fornecer outras formas de efeitos observáveis. Ao testar consequências físicas ao corpo humano que seriam muito perigosas para alguém vivo, os MythBusters comumente usam análogos. Inicialmente, eles usavam principalmente bonecos de testes (mais notavelmente aquele chamado de Buster) para obervar ferimentos traumáticos, e gelatina balística para testar traumas de perfuração. Eles progrediram para usar carcaças de porco quando um experimento exigem uma simulação mais fiel de carne, ossos e órgãos humanos. Ele ocasionalmente já moldaram ossos, reais ou simulados, com gelatina balística para simular partes específicas de um corpo.
Tanto para propósitos de observações visuais para determinar um resultado, quanto como simplesmente uma técnica visual para o programa, câmeras de alta velocidade são usadas em experimentos e se tornaram uma marca registrada da série. Imagens rápidas de objetos em movimento em frente de uma escala são comumente utilizadas para determinar a velocidade do objeto.

### Os Simpsons
No episódio "A Filha Também se Levanta" na 23ª Temporada de Os Simpsons, aparecem Adam Savage e Jamie Hyneman em um programa chamado Quebradores de Mitos (Mythcrackers).

## Avisos e auto-censura
Os MythBusters colocam uma forte ênfase na segurança do espectador, devido à natureza dos mitos testados que muitas vezes envolvem cenários domésticos.Em alguns países,todos os episódios começam com um aviso contra a tentativa dos experimentos vistos na série, a maioria dos episódios também possuem uma segunda advertência na metade do tempo de execução. Estas isenções não são transmitidas na SBS da Austrália, na Holanda, o Discovery Mix, na Suécia, ou no Prime e Sky Discovery Channels na Nova Zelândia. Muitas vezes, eles são apresentados com um elemento de humor, tais como Adam vestindo um terno acolchoado com Jamie atingindo-o no peito com um taco de baseball, ou Jamie explicando que ele e Adam são profissionais antes de Adam deslizar em vista e bate em uma barreira enquanto diz: "não tente fazer isso em casa!".
A série utiliza vários graus de segurança ou censura relacionadas. Linguagem vulgar e os nomes dos ingredientes utilizados na produção de materiais perigosos são geralmente censurados; além do padrão de sinal sonoro, o programa utiliza frequentemente um efeito de som relevante ou de humor. Eufemismos e terminologia científicas são usados para termos potencialmente ofensivos. No mito "fazer xixi no terceiro trilho", o show censurou a válvula usada para liberar a urina do manequim. Eles geralmente não mostram como fabricar explosivos, e os nomes de produtos químicos perigosos são frequentemente censurados e seus rótulos recipientes obscurecidos. Por exemplo, no especial "Hindenburg", Adam inflamou thermite com uma mistura hypergolic de "borrão" (um líquido viscoso) e "borrão" (um pó escuro). O espetáculo deixa claro que, embora eles são profissionais, eles devem, por vezes, obter permissão especial do governo ou assistência, como em experiências que envolvem a utilização de explosivos. Ocasionalmente, sua companhia de seguros proíbe determinadas atividades, se for susceptível a causar lesões corporais ou danos materiais.
Em outro episódio que incidiu sobre os mitos que cercam os dispositivos eletrônicos de segurança, havia um segmento em derrotar os leitores biométricos de impressões digitais usando vários métodos. Uma dessas técnicas envolveu a criação de uma impressão digital 3D falsa de uma imagem 2D da cópia autorizada. Depois de algumas tentativas e erros, a equipe lançou com sucesso uma reprodução de gelatina balística viável usando uma placa de cobre revestido com circuito, uma imagem da impressão digital impressa em acetato, e em um ácido fotoquímico em processo de corrosão. Após a reprodução foi conseguido derrotar ambos os scanners de impressões digitais, e apesar de os produtos químicos utilizados durante o processo de gravação nunca terem sido identificados, o narrador ainda aponta para um importante passo como tendo sido editado e desencoraja os telespectadores de tentar fazer por si próprios. No entanto, nenhuma das outras técnicas que derrotaram com sucesso os scanners de impressões digitais ou outros dispositivos de segurança testados no episódio foram censurados ou ofuscados, talvez porque o resto eram todos métodos bastantes simples e diretos, como segurando um lençol ou se movendo muito lentamente para esconder de detectores de movimento de ultra-som ou segurando um painel de vidro para derrotar detectores de movimento térmicos.
As marcas e logótipos são regularmente borrados ou cobertos com fita ou um adesivo MythBusters. No entanto, nomes de marca são mostrados quando parte integrante de um mito, como na Coca Cola Diet e experiência com Mentos. O experimento com Coca Cola Diet e Mentos também é um outlier em relação aos seus avisos de segurança: Adam e Jamie afirmaram no ar que este mito era perfeitamente seguro para os telespectadores replicarem por conta própria. Outro exemplo disso é o episódio que testa a afirmação de que seria impossível separar duas listas telefónicas intercaladas página-a-página, devido à enorme quantidade de atrito entre as 800 páginas de cada livro.

## Acidentes
Devido à natureza das experiências realizadas no programa, muitos mitos não saíram como esperado. Às vezes, esses acidentes tornaram o equipamento de teste inutilizável, como quando o foguete no Carro Foguete requisitado explodiu na ignição. Outros ainda resultaram em ferimentos leves para o pessoal envolvido com o show, como quando Tory bateu o joelho ao cair de uma torre, a queda era esperada e preparada para o uso de um cinto de segurança, mas ele machucar o joelho não estava previsto. Estes tipos de incidentes são geralmente incluídos no programa de rádio, com pouca ou outra atenção da mídia, mas às vezes as coisas falham em formas mais espetaculares e dignas de notícia.

### Acidente em Esparto
Em 20 de março de 2009, a cidade de Esparto, Califórnia foi abalada e muitas janelas foram quebradas por uma explosão criada por 500 libras de ANFO durante as filmagens do mito "Arrancando suas meias". Alguns moradores ficaram chateados porque a explosão ocorreu sem "dizer a ninguém". Chefe Barry Burns, Corpo de Bombeiros de Esparto, teve vários bombeiros a mão para a explosão. Ele disse que tomou a decisão de não avisar a ninguém na cidade por razões de segurança. "Mythbusters é supostamente ser um show muito popular. Todo mundo teria saído lá fora. Teríamos de cancelá-lo, porque seria muito perigoso." Representantes do show substituíram algumas das janelas no mesmo dia. O experimento foi ao ar, mas os anfitriões contaram em um episódio especial de 2011 ("Location, Location, Location") que eles nunca voltaram para a pedreira de Esparto, como resultado do acidente.

### Acidente com bola de canhão
Em 6 de dezembro de 2011, durante a realização do experimento "Cannonball Chemistry", a equipe de MythBusters enviou acidentalmente uma bala de canhão através do lado de uma casa e em uma minivan em um bairro de Dublin, na Califórnia. Embora o experimento esteja sendo realizado no Campo de Explosões do Condado de Alameda, sob a supervisão do Gabinete do Sheriff do Condado de Alameda, o projétil errante foi até seu alvo de barris de água e, em voou 700 m (640 m) em uma comunidade vizinha, golpeando uma casa e deixando um buraco de 10 in (25 cm) de furo, antes de atingir o telhado de outra casa e quebrar uma janela de uma minivan estacionada. Ninguém ficou ferido pela bala de canhão.
Um produtor do programa visitou a casa para se desculpar, seguido por Savage e Hyneman; Savage depois afirmou que a produção da série não seria suspensa por causa do incidente. Savage e Kari Byron voltaram para Dublin e foram na High School em 22 de fevereiro de 2012 para participar de uma sessão de painel moderado em Dublin High School's Engineering and Design Academy Open House during National Engineers Week 2012, em parte para ajudar a reparar suas relações com a comunidade. O evento acabou esgotado e atraiu um público de mais de 1.000 pessoas.
Durante a exibição do experimento em 11 de novembro de 2012, o Build Team pediu desculpas pelo acidente e explicou que eles suspenderam o teste após o acidente, a fim de avaliar os danos e iniciar uma investigação. O teste recomeçou vários meses mais tarde, em uma pedreira em uma área muito mais remota.

## Problemas judiciais com o nome
Em janeiro de 2005, autor de livros para crianças e aventureiro Andrew Knight (aka "Bowvayne") iniciou um processo judicial na Austrália contra Beyond Productions, a produtora de MythBusters, alegando ter o direito em relação ao uso do nome "Mythbusters". Knight afirmou que ele havia organizado anteriormente uma equipe de "Mythbusters" e tinha usado o nome continuamente desde 1988 em relação ao perseguir mitos, fantasmas, monstros, duendes, e outros tais mistérios de uma maneira excêntrica em todo o mundo. Knight é autor de uma série de livros infantis de auto-publicado sob o título "Mythbusters", em 1991, 1993 e 1996. Em fevereiro de 2007, o Tribunal Federal da Austrália, rejeitou as alegações de Knight contra Beyond Productions. Uma ação paralela, contando com os mesmos três livros e uma coleção de curtas e aparições na televisão foi trazido no final daquele ano na Chancery Division of the High Court of England and Wales. Além de propriedades Pty Limited foi novamente como réu, assim como as outras duas empresas Beyond e Discovery Communications Inc, a entidade responsável pela difusão do programa MythBusters no Reino Unido. Estas alegações também foram rejeitadas.

## Popularidade e influência
Hyneman e Savage já apareceram em vários programas de entretenimento, como o Good Morning America, o Late Show with David Letterman, Programa de notícias da NPR All Things Considered, o rádio sindicado Bob e Tom Show, e no filme The Darwin Awards (como dois vendedores de excedentes militares que venderam um foguete JATO para o personagem principal). Da revista Skeptic Daniel Loxton entrevistou a dupla em um artigo de 2005 intitulado "Mythbusters Exposed". Hyneman e Savage falaram na convenção anual da National Science Teachers Association, em março de 2006, e no California Science Teachers Association os nomearam-membros honorários vitalícios em outubro de 2006. Em 2009, eles foram os palestrantes de destaque na Conferência RSA. Eles também são ocasionalmente entrevistados para artigos da revista Popular Mechanics e são apresentados na edição de setembro da revista que 2009.
Hyneman e Savage ocasionalmente aparecem em faculdades em todos os Estados Unidos para falar sobre o que é ser um MythBuster, o show é composto por uma entrevista e uma discussão para dar ao público a oportunidade de fazer as perguntas aos MythBusters. Os membros da equipe de Construção, por vezes, fazem aparições em capacidade semelhante. Eles realizam palestras em ambos os ambientes universitários e corporativos, embora as escolas técnicas tendem a ser os mais entusiastas. Eles têm falado em WPI, RPI, MIT, Michigan Tech, University of Florida e muitos outros.

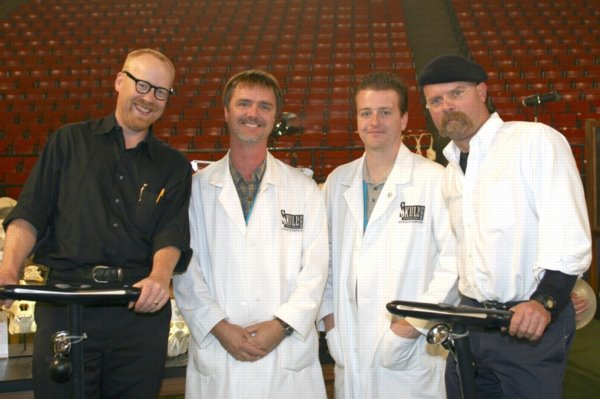
Adam Savage e Jamie Hyneman no Desafio Jovem Cientista do Discovery Channel em pose com Jay Villemarette de Skulls ilimitado Internacional e Joey Williams de 2004

Adam Savage escreveu uma cartilha sobre moldes para revista Make, e foi convidado especial em 2008, 2009 e 2010 em San Mateo Maker Faire. Kari Byron foi entrevistada no The Late Show, em 16 de janeiro de 2006.
Pessoas envolvidas em histórias de sobrevivência relatadas em noticiários locais têm por vezes mencionado episódios anteriores de MythBusters como influência para suas ações. Aos vinte e três anos de idade, Theresa Booth de St. Martin, Minnesota credita um episódio MythBusters para ela e para a sobrevivência de seu filho bebê. 3 de abril de 2007, ela derrapou na estrada em uma vala de drenagem que tinha enchido com água da inundação do rio Sauk. Em um noticiário local, ela é descrita que abriu a porta do carro, assim que entrou na água, e credita sua observação ao show (especificamente, o episódio mito Fugir de um carro afundando), para o seu conhecimento de como sobreviver ao acidente. Em 19 de outubro de 2007, em Sydney, na Austrália, um adolescente chamado Julian Shaw puxou um homem de meia-idade, que desmaiou fora dos trilhos da ferrovia perto de uma estação de trem para a segurança abaixo da plataforma. Ele se afastou quando o trem passou, citando que o episódio "Train Suction" afetou sua resposta.
Os 3rd Annual Independent Investigative Group IIG Awards apresentou um prêmio para os Mythbusters reconhecendo a promoção da ciência e do pensamento crítico na mídia popular, em 18 de Maio de 2009.
Em 1 de maio de 2008 episódio de CSI, "The Theory of Everything", Hyneman e Savage aparecem em um canto como observadores a tomar notas durante um teste para determinar se um exprei de pimenta pode transformar uma pessoa em uma bola de fogo em várias circunstâncias (que mais tarde foi testado no programa).
No mês de agosto de 2008, Hyneman e Savage apareceram no palco do NVISION 08, um evento patrocinado pela Nvidia, depois de ter sido convidado pelo diretor criativo da Nvidia, David Wright, para fornecer uma demonstração visual do poder da GPU vs CPU. Eles fizeram isso através da criação de uma imagem da Mona Lisa com uma arma gigante de processamento paralelo de paintball, estabelecendo um recorde mundial para a maior arma de paintball no processo. Um encorte da demonstração foi exibida no YouTube ao vivo com Hyneman de pé no caminho das bolas vestindo uma armadura.
Em 17 de abril de 2012 o episódio de NCIS, "reacendeu", a personagem Abby Sciuto demonstra um incêndio de thermite para seu chefe, Jethro Gibbs, tocando um clip do episódio de MythBusters "Acabar com uma explosão." Gibbs pergunta se os homens no clip são piromaníacos, e ela responde: "São cientistas, Gibbs! Ok, sim, eles são o tipo de piromaníacos também."
Hyneman, Savage, e outros da equipe de MythBusters apareceram no The Amaz!ng Meeting, posteriormente, foram entrevistados pelo Dr. Steven Novella e os "malandros céticos" para o Guia dos céticos ao Universo podcast. Em 16 de abril de 2010, Hyneman e Savage receberam o Outstanding Lifetime Achievement Award em Humanismo Cultural da Harvard Humanist Chaplaincy.

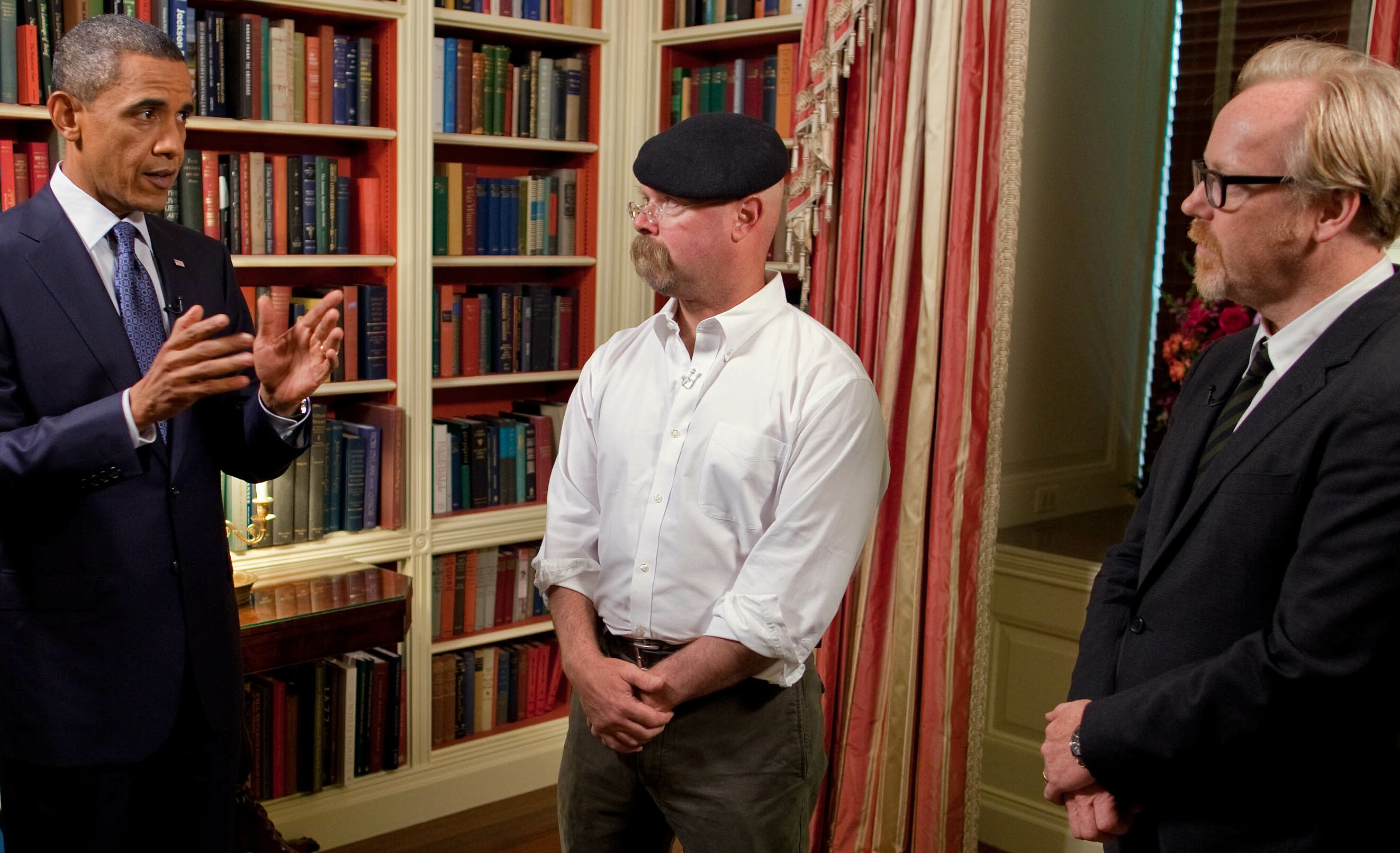
Adam e Jamie na Casa Branca

Em 18 de outubro de 2010, o presidente Barack Obama, como parte da White House Science Fair, anunciou que tinha gravado um segmento de MythBusters e apareceria em 8 de dezembro de 2010. No segmento de Obama ele pede a Adam e Jaime requisitarem o mito do Raio Solar de Arquimedes.
Os dois homens apareceram no Rally to Restore Sanity and/or Fear em 30 de outubro de 2010 em Washington, DC. Eles tiveram uma experiência com o público, envolvendo a onda. Eles tinham o público para fazer vários ruídos (por exemplo, aparecendo nas bochechas ou rindo) tudo ao mesmo tempo. Eles também falaram para todos na multidão pularem ao mesmo tempo para ver se ele iria ser registrado em um sismógrafo.
Hyneman e Savage receberam honorary doctorates causa da Universidade de Twente, na Holanda pelo seu papel na popularização da ciência, por ocasião do 50 º aniversário da universidade, em 25 de novembro de 2011.
Em novembro de 2011, todos as cinco MythBusters também têm aparecido em novos shows, segmentos ou especiais para o Canal Ciência do Discovery incluindo: Head Rush (Kari, 2010-presente); Punkin Chunkin 2010 (Adam e Jamie); Flying Anvils 2011 (Tory); road to Punkin Chunkin 2011 e Punkin Chunkin 2011 (Tory, Grant e Kari); Large Dangerous Rocket Ships 2010 and Large Dangerous Rocket Ships 2011 (Kari), "Killer Robots: RoboGames 2010" (Grant); Curiosidade (Adam) e Savage e Hyneman são juízes no game show Reação Unchained que estreou em março de 2012.Curiosidade Poderemos Viver Para Sempre? (Adam).
Foi ao ar em 12 de fevereiro de 2012, um episódio de Simpsons onde Adam e Jamie emprestaram suas vozes no episódio "The Daughter Also Rises", que será apresentado em um programa semelhante ao Mythbusters chamados "Mythcrackers", em que Adam e Jamie assumem o mito clássico que um gato sempre aterrissa em pés. No episódio que eles não querem prejudicar um gato de verdade e eles começaram a construir uma carcaça Bear, recheado com gelatina balística, atirou-a com um canhão de a vapor, em seguida, fez um gráfico de dispersão dos restos mortais. Ao final do experimento, Jamie perguntou: "Porque nós estávamos tentando provar de novo?" e Adam respondeu: "Não sei, não me importo."
Em 3 de outubro de 2012, Kari e Tory fizeram uma aparição na Discovery series Sons of Guns. Eles testaram algumas das armas na loja Red Jacket, em seguida, viram como o pessoal re-testaram um mito detonado pelo Team Build em 2008: a de que um tanque de propano pode explodir quando atingido por uma bala.

### Tours e exposições
A exposição do museu itinerante chamado "Mythbusters: A Exibição Explosiva" foi desenvolvido ao longo de cerca de cinco anos, e estreou no Museu de Ciência e Indústria de Chicago, em março de 2012.
Em 2011, Savage e Hyneman criaram um show no palco ao vivo chamado Mythbusters Behind the Myths Tour,em que realizaram experiências no palco e discutiram alguns dos detalhes do show de fundo.

## Exibição internacional
MythBusters é transmitido em diversos países, principalmente pela versão do Discovery Channel de cada país. Em alguns países, as falas em inglês ou são legendadas na língua local, ou a narração voice-over, ou o programa inteiro (narração e as vozes dos apresentadores) é dublado. Unidades de medida do sistema imperial, que são utilizadas pelos apresentadores nos Estados Unidos durante todo o programa, são convertidas para o sistema métrico no processo. No Reino Unido, desde 2011, muitas vezes mantiveram o uso do sistema imperial, típico do programa, ao invés de ser substituídos pelo sistema métrico. Às vezes, a parte onde o mito é explicado em esboços é completamente redesenhada no idioma local. Alguns episódios são transmitidos apenas em algumas regiões específicas e em outras não.

### No Brasil
Em território brasileiro, o programa estreou no canal Discovery Channel no dia 1 de maio de 2004 às 19h, com o título de "MythBusters: Os Caçadores de Mitos", sendo exibido apenas semanalmente aos sábados, com o áudio dublado em português brasileiro, e com os textos e com as plantas dos planos sendo localizados e redesenhados para português, respectivamente.
Conforme o programa foi ficando mais popular, eventualmente ele foi sendo exibido em mais dias da semana. Primeiramente, passou a ser exibido também às segundas-feiras às 13h, a partir do dia 28 de junho. Depois, o programa mudou de horário aos sábados, agora sendo exibido às 21h, começando em 3 de julho. Então, no sábado seguinte, ganhou um novo horário às 14h, além das 21h, portanto sendo exibido duas vezes no mesmo dia. Em 12 de agosto, passou a ser exibido também às quintas-feiras em dois horários, às 21h e à meia-noite. O último dia da semana a ganhar um horário do programa naquele ano foi às quartas-feiras, no dia 29 de dezembro, quando passou a ser exibido às 15h. Tempos depois, devido ao sucesso do programa, ele passou a ser exibido todos os dias da semana às tardes.
No dia 5 de março de 2006, a Rede Globo passou a exibir em seu programa dominical, o Fantástico, o quadro "Caçadores de Mitos", que consistia em trechos curtos e reeditados do programa com seu áudio original sendo sobreposto por uma narração feita por Lúcio Mauro Filho, como apresentador, resumindo e explicando o mito e os métodos utilizados. O quadro era exibido fora de ordem e ficou pouco tempo no ar.
Na TV Cultura, no dia 19 de novembro de 2012, estreou o programa às 19h30. Em 18 de novembro de 2013 às 20h, o programa passou a ser apresentado por Luiz Thunderbird nos estúdios da emissora até 6 de junho de 2014. Essa versão brasileira era inserida no começo, meio e fim do programa original.

## Reboot e spin-offs
No fim de março de 2016, foi revelado pela Variety que o Discovery Science estava planejando produzir um reboot dos MythBusters com um novo elenco, sendo escolhidos pelo reality de competição, Search for the Next MythBusters (depois rebatizado como MythBusters: The Search), que foi apresentado por Kyle Hill (Because Science). O reboot, apresentado por Brian Louden e Jon Lung, lançou sua primeira temporada com 14 episódios em 15 de novembro de 2017.
Em setembro de 2016, foi anunciado que a Beyond estava produzindo uma nova série original para a Netflix, White Rabbit Project, apresentada por Byron, Belleci e Imahara.
Em abril de 2018 foi anunciado que Adam Savage iria voltar para a franquia como apresentador e produtor executivo do novo spin-off Mythbusters Jr., com uma primeira temporada de 10 episódios que foi lançada em dezembro de 2018 com um seak peak antes do lançamento oficial dia 2 de janeiro de 2019. A série apresenta Savage trabalhando com um grupo de seis jovens cientistas. Savage declarou que seu objetivo com a série era "passar tudo para a próxima geração" enquanto envelhece.
Savage declarou que provavelmente não trabalhará com Hyneman em quaisquer projetos futuros, dizendo que apesar deles terem trabalhado bem juntos num exemplo cássico de double act (com Hyneman sendo straight man), suas personalidades entravam em conflito tanto fora quanto dentro de cena. Savage suspeitou que tanto ele quanto Hyneman estavam gostando de passar um tempo longe um do outro.